# Corrado Sanguineti
Corrado Sanguineti (7. november 1964  i Milano i Italien) har siden 16. november 2015 været den katolsk biskop i Pavia i Italien. 
Sanguineti er uddannet præst fra Chiavari og blev ordineret som præst den 30. oktober 1988.; 

## Fodnoter
1. ↑  Rinunce e nomine. Rinuncia del vescovo di Pavia (Italia) e nomina del successore (italiensk)
2. ↑  Papa Francesco: monsignor Corrado Sanguineti è il nuovo vescovo di Pavia (italiensk)
3. ↑  Corrado Sanguineti è il nuovo vescovo di Pavia (italiensk)